# Оккупационная рейхсмарка
Оккупационная рейхсмарка (нем. Reichsmark) — билеты и монеты Имперских кредитных касс (нем. Reichskreditkassen), выпускавшиеся нацистской Германией для оккупированных территорий в 1940—1945 годах.

## История
3 мая 1940 года был принят закон об учреждении имперских кредитных касс, находившихся в подчинении Рейхсбанка, где для руководства ими было создано Главное управление имперских кредитных касс. 15 мая 1940 года закон был дополнен правительственным распоряжением. Главным управлением руководил административный совет (в составе представителей министерства хозяйства, министерства финансов, верховного командования вооружённых сил и др.), председателем которого был директор Рейхсбанка. В компетенцию совета входило управление кредитно-денежными системами оккупированных территорий и ведение переговоров с эмиссионными банками оккупированных и союзных стран.
Кредитные кассы были открыты в Польше, Бельгии, Нидерландах, Югославии, Люксембурге, Франции и в др. оккупированных странах. В конце 1942 года в странах Европы насчитывалось 52 кассы: 11 — во Франции, 5 — в Бельгии, 1 — в Нидерландах, 1 — в Польше, 2 — в Югославии, 2 — в Греции, 30 — на оккупированной территории СССР.
На Главное управление имперских кредитных касс было возложены выпуск и снабжение билетами в оккупационных рейхсмарках единого образца всех кредитных касс, организованных на территориях оккупированных стран. Выпускались билеты номиналом от 50 рейхспфеннигов до 50 рейхсмарок, а также монеты в 5 и 10 рейхспфеннигов. Было объявлено о гарантированном обеспечении билетов ссудных касс. Таким обеспечением служили находившиеся в портфеле кредитных касс чеки, векселя, валюта рейха, иностранная валюта, казначейские обязательства, а также товарные и ценные бумаги, под которые кассы могли выдавать ссуды. Реально дальше обеспечения военных марок фиктивными обязательствами казначейства дело не дошло. Военные марки кредитных касс являлись законным платёжным средством на территории всех оккупированных стран или обменивались в местных банках и отделениях кредитных касс на внутреннюю валюту по фиксированному курсу.
В большинстве оккупированных стран за национальной валютой была сохранена платёжная сила. Курс военной марки по отношению к местной валюте всегда устанавливался оккупантами на уровне, значительно превышавшем паритет покупательной силы сопоставляемых валют: официальный курс военной марки в декабре 1941 года = 20 французских франков = 2,50 бельгийского франка = 1,67 норвежской кроны = 0,75 нидерландского гульдена = 2 датских кроны = 20 сербских динаров = 60 греческих драхм. Фактически билеты имперских кредитных касс в известном смысле стали международной валютой.
Покупательная сила оккупационной рейхсмарки как на рынке, контролируемом оккупантами, так и на чёрном рынке была различной в зависимости от местных условий. Во Франции, например, она была выше, чем в Бельгии, в Бельгии выше, чем в Югославии. Как правило, обесценение военной валюты увеличивалось в направлении с запада на восток, что объяснялось применительно к каждой стране различием в степени и методах ограбления оккупированных стран, в размерах эмиссии местных и военных денег.
Резкое различие покупательной силы военной марки в отдельных оккупированных странах вызвало оживлённую спекуляцию. Операциями с оккупационными марками занимались военнослужащие германской армии, чиновники оккупационных властей, торговцы, французские партизаны, британская разведка и др.
Поскольку спекуляция военными марками подрывала моральное состояние армии и усиливала коррупцию среди административных властей, германское правительство 9 ноября 1942 года издало распоряжение о наказании за присвоение, передачу за вознаграждение и незаконный вывоз военных денег из одной страны в другую. Постепенно по мере создания местных эмиссионных систем выпуск военных марок прекращался, немецкие военные власти переходили к финансированию своих расходов за счёт местной валюты, получаемой ими в основном под видом возмещения оккупационных расходов. Изъятие оккупационных марок не оформлялось законодательными актами.
Оккупационные марки изымались из обращения путём обмена на национальные валюты по принудительному курсу. Во Франции, Бельгии и Нидерландах средства, затраченные эмиссионными банками на выкуп оккупационных марок, были включены в «стоимость оккупации», а в Дании и Норвегии — в «кредит», предоставленный эмиссионными банками правительству Германии.
Изъятие происходило без широкой огласки. Иногда возникали осложнения. Так, в Бельгии был установлен слишком короткий срок обмена. В результате оккупационная рейхсмарка сильно обесценилась по отношению к бельгийскому франку. Это привело к усилению спекуляции и вывозу марок во Францию, где сохранялся свободный размен. Пришлось издать распоряжение о беспрепятственном обмене марок на бельгийский франк в течение всего периода войны. Оккупационная марка даже в тех странах, где их выпуск был прекращён, оставалась законным платёжным средством.
Точных данных об эмиссии военных марок и распределении их по странам нет. По данным сводного баланса имперских кредитных касс к концу 1943 года эмиссия составила 7122 млн оккупационных марок. Сведений о сумме эмиссии после 1 января 1944 года нет.

## Банкноты
Выпускались банкноты единого для всех оккупированных территорий образца в 50 рейхспфеннигов, 1, 2, 5, 20, 50 марок.
| Изображение | Номинал           | Размеры (мм) | Основной цвет     | Описание                                                                | Описание               | Описание              | Дата выпуска в обращение |
| Изображение | Номинал           | Размеры (мм) | Основной цвет     | Лицевая сторона                                                         | Оборотная сторона      | Водяной знак          | Дата выпуска в обращение |
| ----------- | ----------------- | ------------ | ----------------- | ----------------------------------------------------------------------- | ---------------------- | --------------------- | ------------------------ |
|             | 50 рейхспфеннигов | 90х57 мм     | зелёный           | номинал                                                                 | номинал                | нет данных            | 1938                     |
|             | 1 рейхсмарка      | 95х60 мм     | красный           | номинал                                                                 | номинал                | нет данных            | 1938                     |
|             | 2 рейхсмарки      | 110х65 мм    | серый             | номинал                                                                 | номинал                | звезды                | 1938                     |
|             | 5 рейхсмарок      | 125х70 мм    | серо-синий        | Портреты крестьянина и рабочего                                         | Нойе-Вахе              | Геометрические фигуры | 1938                     |
|             | 20 рейхсмарок     | 155х80 мм    | Красно-коричневый | Альбрехт Дюрер. Портрет архитектора (с эскиза кистью и пером 1506 года) | Бранденбургские ворота | Геометрические фигуры | 1938                     |
|             | 50 рейхсмарок     | 170х85 мм    | Красно — зелёный  | Портрет крестьянки                                                      | Замок Мариенбург       | Геометрические фигуры | 1938                     |

## Монеты
В 1940 и 1941 годах чеканились монеты в 5 и 10 рейхспфеннигов.
| Аверс | Реверс | Номинал           | Диаметр | Вес | Гурт | Металл | Годы чеканки | Общий тираж | Обозначения монетных дворов |
| ----- | ------ | ----------------- | ------- | --- | ---- | ------ | ------------ | ----------- | --------------------------- |
|       |        | 5 рейхспфеннигов  | 19      | 2.5 | 1.7  | Цинк   | 1940—1941    | 5 465 000   | A, B, D, E, F, G, J         |
|       |        | 10 рейхспфеннигов | 21      | 3.3 | 2    | Цинк   | 1940—1941    | 1 350 002   | A, B, D, E, F, G, J         |